# Boița, Sibiu
Boița (în dialectul săsesc Issenderf, în germană Boitza, Ochsendorf, în trad. „Satul Boilor”, în maghiară Bojca) este satul de reședință al comunei cu același nume din județul Sibiu, Transilvania, România. Se află în partea de sud a județului, în Depresiunea Sibiu.

## Clădiri istorice
- Castelul Turnu Roșu
- Turnul Spart

## Așezare
Boița se află între Munții Lotrului și munții Făgărași, pe Râul Olt. Pe lângă rău, se află cetatea turnul roșu, un monument.
Boița este situat in sud la Județul Sibiu, aproximativ 22 de km de Sibiu,21 de km de Cisnădie și 76 de km de Râmnicu Vâlcea

## Obiective memoriale
- Monumentul Eroilor Români din Primul Război Mondial. Monumentul a fost ridicat în anul 1924 și se află amplasat în Cimitirul Eroilor Boița. Acesta este de tipul Fântână Comemorativă, simplă, cu șipot, flancată de două urne, având o înălțime de 2,2 m și o adâncime de 0,7 m. Materialul folosit la realizarea acesteia este betonul. Pe fațada monumentului se află următorul înscris: „Pentru pomenirea Eroilor căzuți în luptele din Valea Oltului în anii 1916-1919 a fost zidită cișmeaua aceasta după stăruința Comandorului Eugeniu Botez, Director general al Asistenței Sociale, Director al Orfelinatului „Castelul Turnu Roșu“ fiind Comandorul Gheorghe Munteanu. Lucrarea a fost întocmită de căpitanul Carol Schulz delegat al Societății Mormintele Eroilor în anul 1924“.

Boița în Harta Iosefină a Scaunului filial al Tălmaciului, 1769-73

- Monumentul Eroilor Români din Primul Război Mondial. Monumentul este amplasat în incinta Cimitirului Eroilor Boița fiind ridicat în anul 1925, sub forma unei Cruci comemorative. Monumentul are o înălțime de 2,82 m și este realizat din beton pe o fundație din piatră. Acesta este împrejmuit cu un zid din piatră. Pe monument, în plan frontal sunt inscripționate gradul militar, numele și prenumele a patru eroi din Primul Război Mondial.
- Monumentul Eroilor Români din Al Doilea Război Mondial. Monumentul are forma unei cruci comemorative, cu înălțimea de 1,21 m și a fost realizat în anul 1944, în memoria a trei eroi aviatori români. Monumentul este amplasat în Cimitirul Eroilor Boița și este realizat din beton, fiind împrejmuit cu un gard din sârmă. Pe fațada acestuia sunt inscripționate cuvintele: „EROI DIN CEL DE-AL DOILEA RĂZBOI MONDIAL:1941-1944“, precum și gradul militar, numele și prenumele celor trei eroi aviatori.

## Galerie de imagini

Panoramic al reliefului din Boiţa
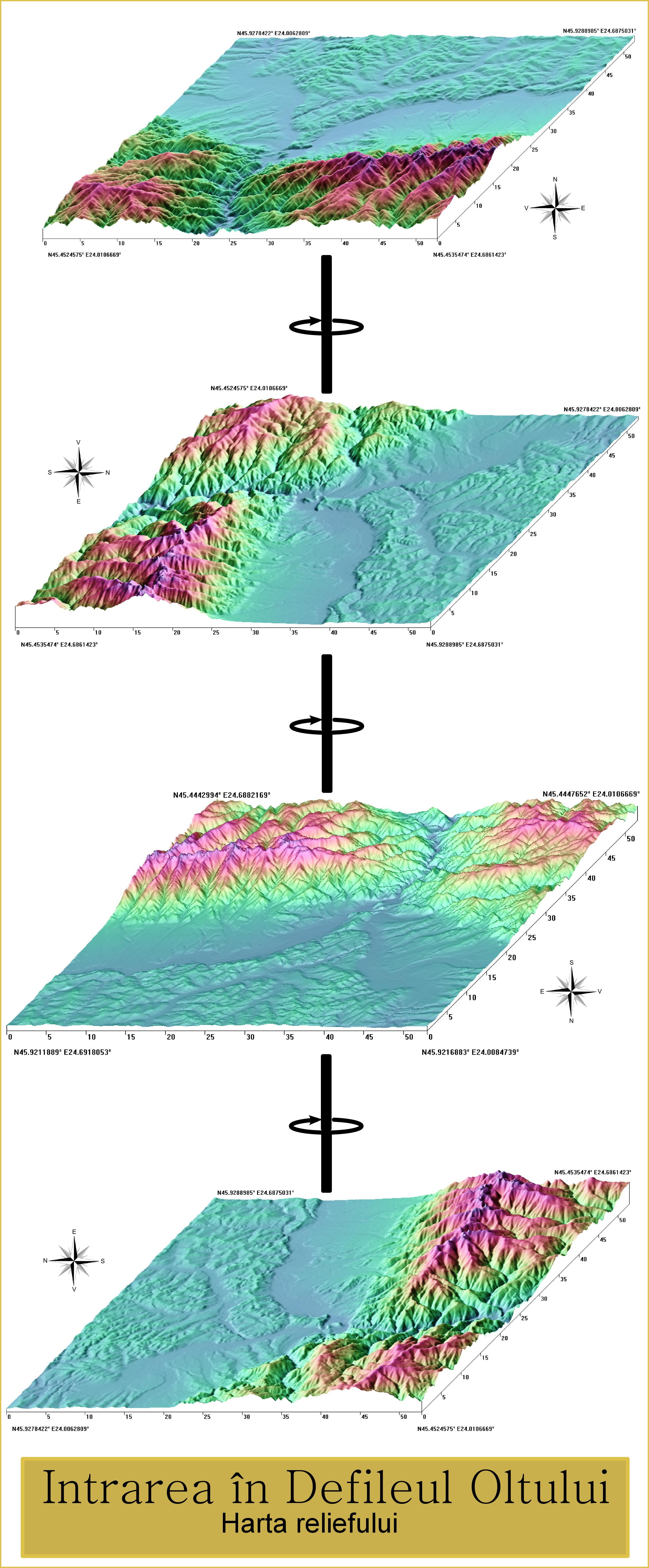
Harta topografică la intrarea Oltului în defileu
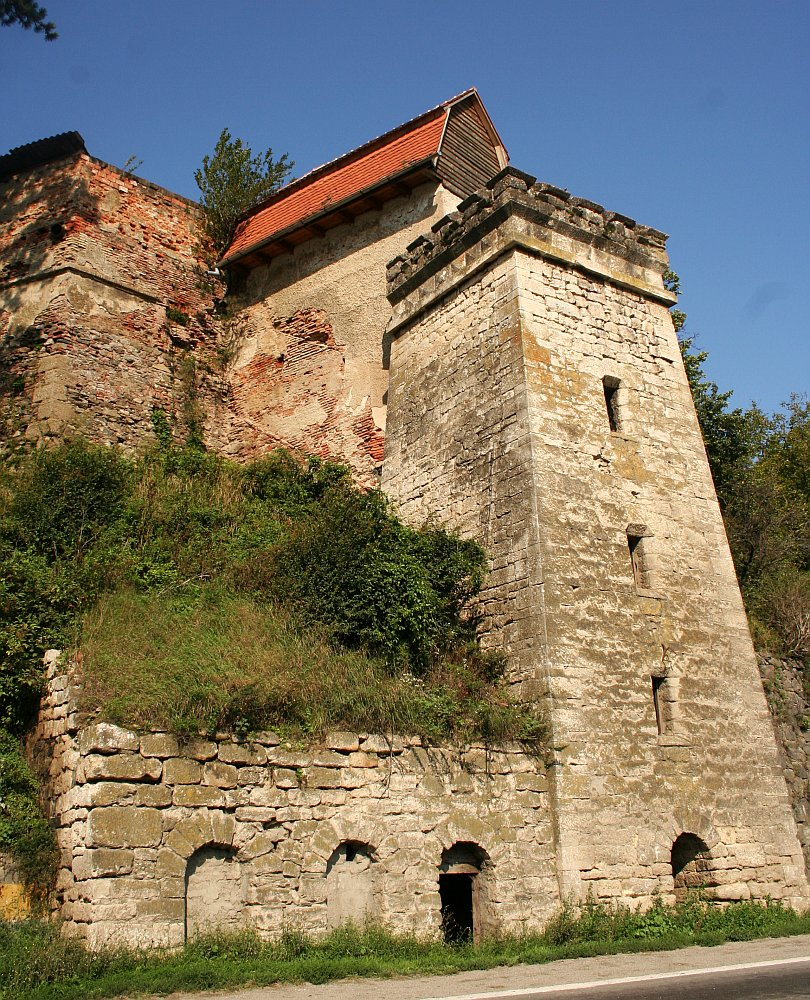
Boiţa (turn la ieşirea din localitate)
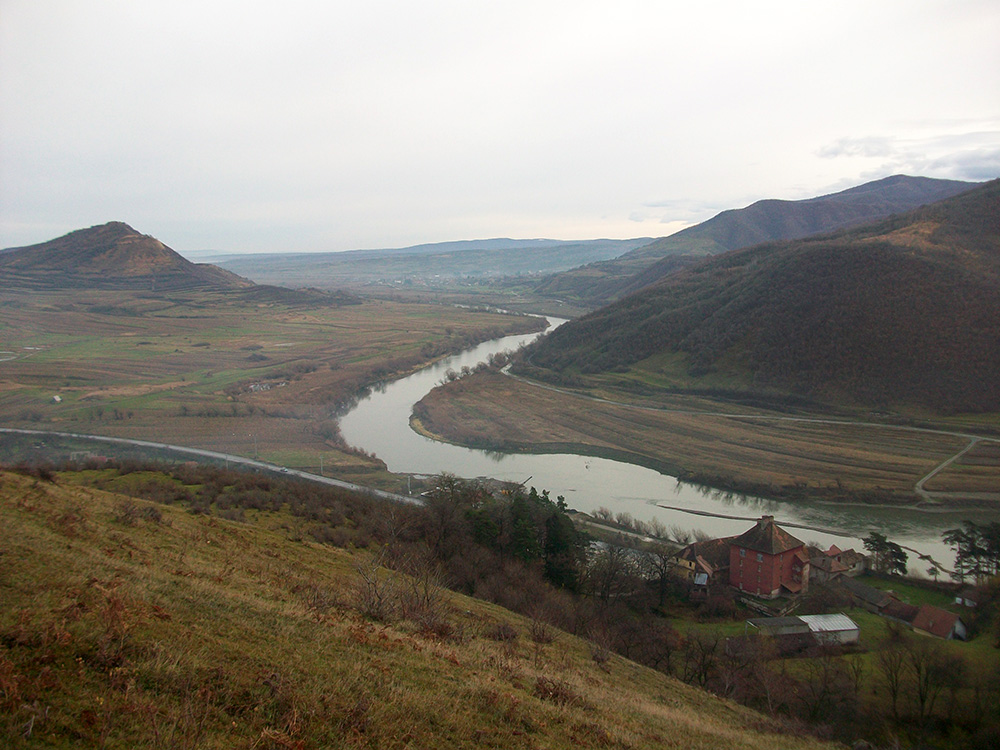
Cetatea Turnu Rosu si Oltul
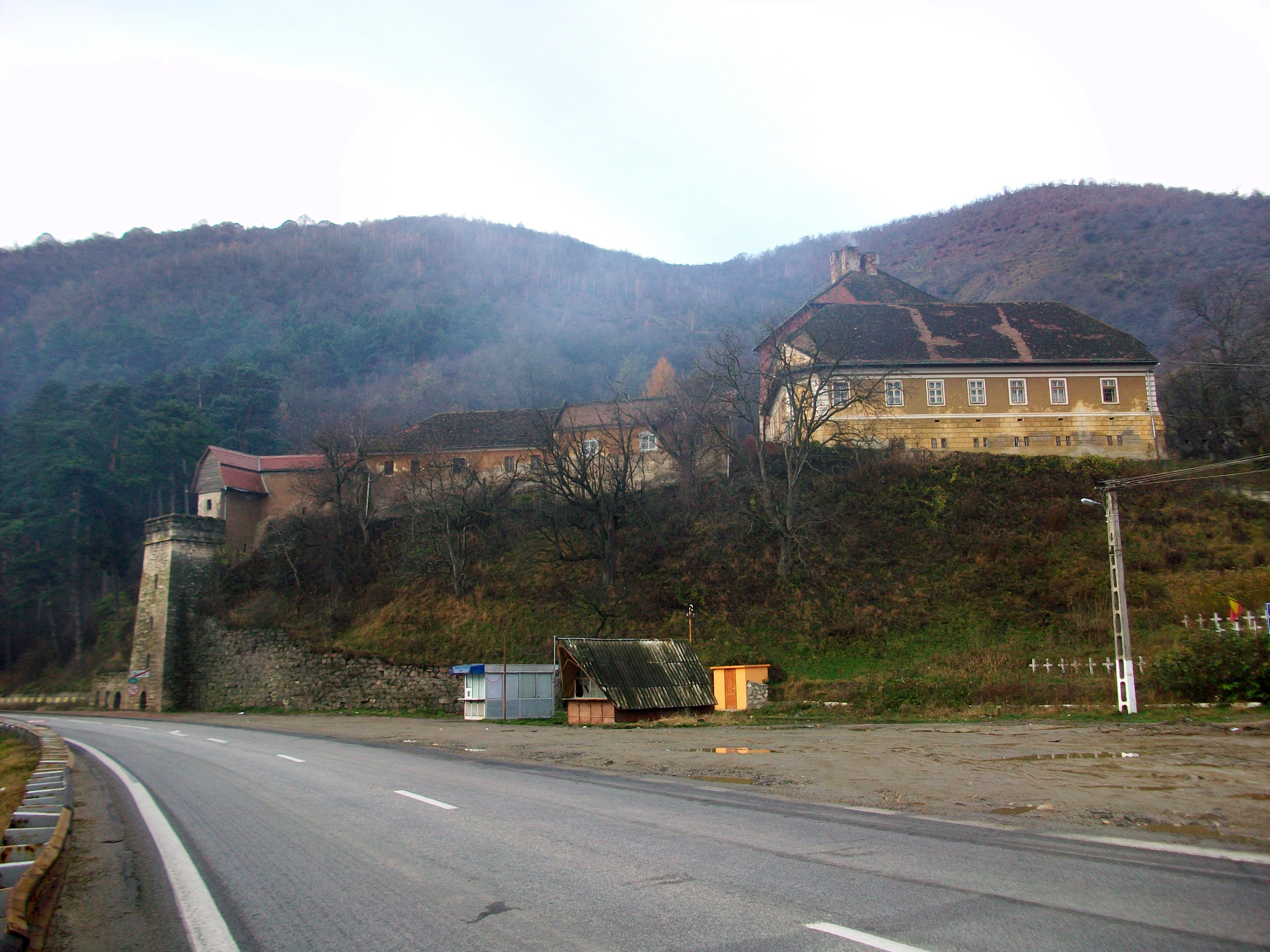
Cetatea Turnu Rosu
„Scaunul filial al Tălmaciului” în secolul al XV-lea
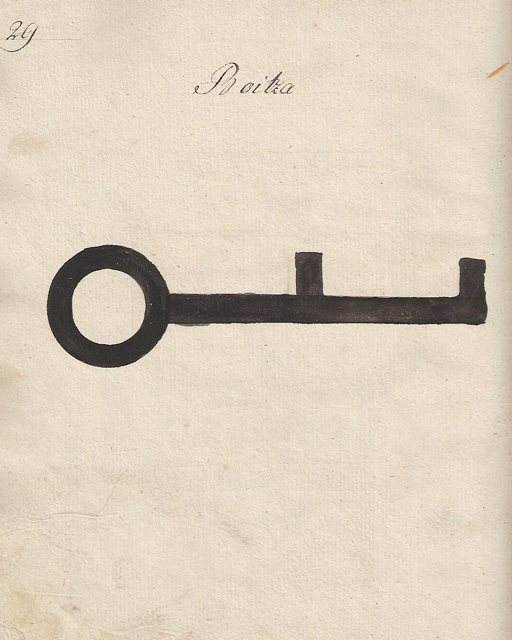
1826, Danga pentru vitele din Boiţa
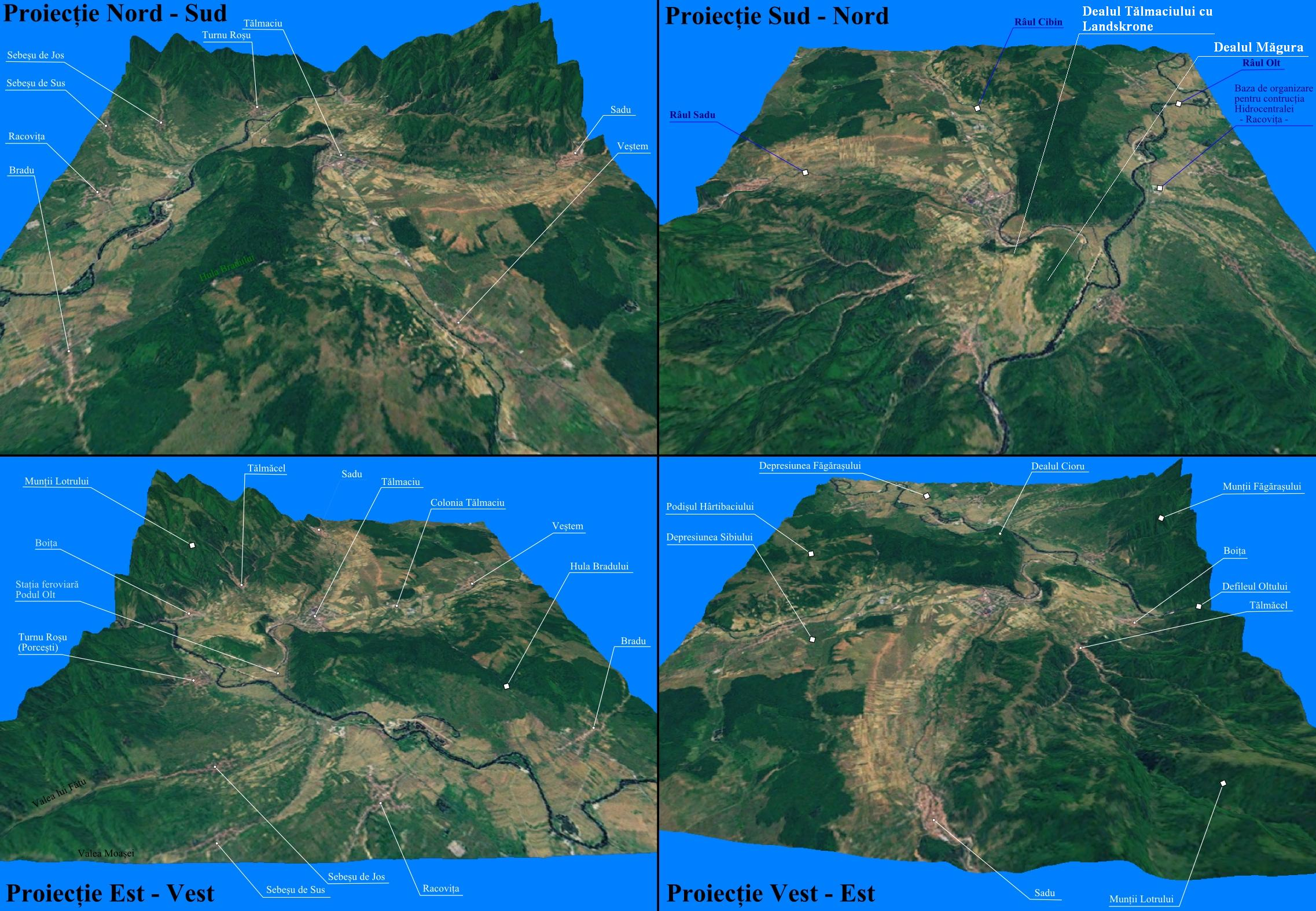
Prelucrare 3D